# قره‌شوکت
قره‌شوکت (به قزاقی: Karashokat) یک منطقهٔ مسکونی در قزاقستان است که در شهرستان شالقار واقع شده‌است.